# Kraton zachodnioafrykański

Przybliżony zasięg kratonu zachodnioafrykańskiego (ang. West African Craton)

Kraton zachodnioafrykański – kraton w zachodniej części platformy afrykańskiej, którego fundament ukształtował się ostatecznie pod koniec orogenezy eburnejskiej, około 2,2–2 mld lat temu. Wyraźnie różni  się geologicznie od struktur sąsiednich – neoproterozoicznych na zachodzie, orogenezy alpejskiej na północy, tj. gór Atlas, oraz regeneracji panafrykańskiej na wschodzie.
Kraton obejmuje kilka większych jednostek geologicznych – syneklizę Tinduf, tarczę regibacką, syneklizę Taudeni, wyniesienie gwinejskie i rów Górnej Wolty. Archaiczny fundament kratonu odsłania się głównie na wyniesieniu gwinejskim (tarcze liberyjska, dahomejska i nigeryjska) oraz w zachodniej i centralnej części tarczy regibackiej. Syneklizy Tinduf i Taudeni wypełnione są przez osady pokrywy platformy afrykańskiej, młodsze niż 1,8 mld lat.